# США на летних Олимпийских играх 1912
На летних Олимпийских играх 1912 года США представляли 174 спортсмена (все — мужчины). Они завоевали 25 золотых, 19 серебряных и 19 бронзовых медалей, что вывело сборную на 1-е место в неофициальном командном зачёте.

## Медалисты
| Медаль  | Спортсмен                                                                            | Вид спорта      | Дисциплина                                                            |
| ------- | ------------------------------------------------------------------------------------ | --------------- | --------------------------------------------------------------------- |
| Золото  | Ральф Крэйг                                                                          | Лёгкая атлетика | Мужчины, 100 м                                                        |
| Золото  | Ральф Крэйг                                                                          | Лёгкая атлетика | Мужчины, 200 м                                                        |
| Золото  | Чарльз Рейдпат                                                                       | Лёгкая атлетика | Мужчины, 400 м                                                        |
| Золото  | Джеймс Эдвин Мередит                                                                 | Лёгкая атлетика | Мужчины, 800 м                                                        |
| Золото  | Фредерик Келли                                                                       | Лёгкая атлетика | Мужчины, 110 м с барьерами                                            |
| Золото  | Эдвард Линдберг Тед Мередит Чарльз Рейдпат Мелвин Шеппард                            | Лёгкая атлетика | Мужчины, эстафета 4×400 м                                             |
| Золото  | Телл Берна Джордж Бонег Абель Кивиат Генри Луис Скотт Норман Тэйбер                  | Лёгкая атлетика | Мужчины, командный бег на 3000 м                                      |
| Золото  | Альберт Гаттерсон                                                                    | Лёгкая атлетика | Мужчины, прыжки в длину                                               |
| Золото  | Алма Ричардс                                                                         | Лёгкая атлетика | Мужчины, прыжки в высоту                                              |
| Золото  | Харри Бэбкок                                                                         | Лёгкая атлетика | Мужчины, прыжки с шестом                                              |
| Золото  | Плэтт Адамс                                                                          | Лёгкая атлетика | Мужчины, прыжки в высоту с места                                      |
| Золото  | Патрик Макдональд                                                                    | Лёгкая атлетика | Мужчины, толкание ядра                                                |
| Золото  | Ральф Роуз                                                                           | Лёгкая атлетика | Мужчины, толкание ядра правой и левой руками                          |
| Золото  | Мэттью Макграт                                                                       | Лёгкая атлетика | Мужчины, метание молота                                               |
| Золото  | Джим Торп                                                                            | Лёгкая атлетика | Мужчины, пятиборье                                                    |
| Золото  | Джим Торп                                                                            | Лёгкая атлетика | Мужчины, десятиборье                                                  |
| Золото  | Корнелиус Бердет Аллан Бриггс Гарри Адамс Джон Джексон Карл Осберн Уоррен Спраут     | Стрельба        | Мужчины, армейская винтовка, командное первенство                     |
| Золото  | Фредерик Херд                                                                        | Стрельба        | Мужчины, малокалиберная винтовка, 50 м                                |
| Золото  | Альфред Лэйн                                                                         | Стрельба        | Мужчины, произвольный пистолет, 50 м                                  |
| Золото  | Альфред Лэйн Питер Долфен Джон Диц Генри Сирс                                        | Стрельба        | Мужчины, произвольный пистолет, командное первенство                  |
| Золото  | Альфред Лэйн                                                                         | Стрельба        | Мужчины, дуэльный пистолет, 30 м                                      |
| Золото  | Джеймс Грэхем                                                                        | Стрельба        | Мужчины, трап                                                         |
| Золото  | Чарльз Биллингс Эдвард Глисон Джеймс Грэхем Фрэнк Холл Джон Хендрикссон Ральф Споттс | Стрельба        | Мужчины, трап, командное первенство                                   |
| Золото  | Дьюк Каханамоку                                                                      | Плавание        | Мужчины, 100 м вольным стилем                                         |
| Золото  | Гарри Хебнер                                                                         | Плавание        | Мужчины, 100 м на спине                                               |
| Серебро | Альва Мейер                                                                          | Лёгкая атлетика | Мужчины, 100 м                                                        |
| Серебро | Дональд Липпинкотт                                                                   | Лёгкая атлетика | Мужчины, 200 м                                                        |
| Серебро | Мелвин Шеппард                                                                       | Лёгкая атлетика | Мужчины, 800 м                                                        |
| Серебро | Абель Кивиат                                                                         | Лёгкая атлетика | Мужчины, 1500 м                                                       |
| Серебро | Льюис Теванима                                                                       | Лёгкая атлетика | Мужчины, 10.000 м                                                     |
| Серебро | Джеймс Уэнделл                                                                       | Лёгкая атлетика | Мужчины, 110 м с барьерами                                            |
| Серебро | Фрэнк Нельсон Марк Райт                                                              | Лёгкая атлетика | Мужчины, прыжки с шестом                                              |
| Серебро | Плэтт Адамс                                                                          | Лёгкая атлетика | Мужчины, прыжки в длину с места                                       |
| Серебро | Бенджамин Адамс                                                                      | Лёгкая атлетика | Мужчины, прыжки в высоту с места                                      |
| Серебро | Ральф Роуз                                                                           | Лёгкая атлетика | Мужчины, толкание ядра                                                |
| Серебро | Ричард Бёрд                                                                          | Лёгкая атлетика | Мужчины, метание диска                                                |
| Серебро | Патрик Макдональд                                                                    | Лёгкая атлетика | Мужчины, толкание ядра левой и правой руками                          |
| Серебро | Джеймс Донахью                                                                       | Лёгкая атлетика | Мужчины, пятиборье                                                    |
| Серебро | Карл Осберн                                                                          | Стрельба        | Мужчины, армейская винтовка, 300 м                                    |
| Серебро | Карл Осберн                                                                          | Стрельба        | Мужчины, армейская винтовка, 600 м                                    |
| Серебро | Питер Долфен                                                                         | Стрельба        | Мужчины, произвольный пистолет, 50 м                                  |
| Серебро | Уильям Либби Уильям Льюшнер Уильям Макдоннелл Уолтер Уайнэнс                         | Стрельба        | Мужчины, одиночные выстрелы по «бегущему оленю», командное первенство |
| Серебро | Кеннет Хасзэг Гарри Хебнер Перри Макджилливрэй Дьюк Каханамоку                       | Плавание        | Мужчины, эстафета 4×200 м вольным стилем                              |
| Бронза  | Дональд Липпинкотт                                                                   | Лёгкая атлетика | Мужчины, 100 м                                                        |
| Бронза  | Эдвард Линдберг                                                                      | Лёгкая атлетика | Мужчины, 400 м                                                        |
| Бронза  | Айра Дэйвенпорт                                                                      | Лёгкая атлетика | Мужчины, 800 м                                                        |
| Бронза  | Норман Тэйбер                                                                        | Лёгкая атлетика | Мужчины, 1500 м                                                       |
| Бронза  | Мартин Хоукинс                                                                       | Лёгкая атлетика | Мужчины, 110 м с барьерами                                            |
| Бронза  | Гастон Стробино                                                                      | Лёгкая атлетика | Мужчины, марафон                                                      |
| Бронза  | Джордж Хорайн                                                                        | Лёгкая атлетика | Мужчины, прыжки в высоту                                              |
| Бронза  | Фрэнк Мёрфи                                                                          | Лёгкая атлетика | Мужчины, прыжки с шестом                                              |
| Бронза  | Бенджамин Адамс                                                                      | Лёгкая атлетика | Мужчины, прыжки в длину с места                                       |
| Бронза  | Лоуренс Витни                                                                        | Лёгкая атлетика | Мужчины, толкание ядра                                                |
| Бронза  | Джеймс Дункан                                                                        | Лёгкая атлетика | Мужчины, метание диска                                                |
| Бронза  | Кларенс Чайлдс                                                                       | Лёгкая атлетика | Мужчины, метание молота                                               |
| Бронза  | Карл Шютте                                                                           | Велоспорт       | Мужчины, групповая гонка по шоссе                                     |
| Бронза  | Карл Шютте Элвин Лофтес Альберт Крашел Уолтер Мартин                                 | Велоспорт       | Мужчины, командная гонка по шоссе                                     |
| Бронза  | Бенджамин Леар Джон Монтгомери Гай Генри Эфраим Грэхэм                               | Конный спорт    | Троеборье, командное первенство                                       |
| Бронза  | Джон Джексон                                                                         | Стрельба        | Мужчины, армейская винтовка, 600 м                                    |
| Бронза  | Фредерик Херд Уильям Льюшнер Уильям Макдоннелл Уоррен Спраут                         | Стрельба        | Мужчины, малокалиберная винтовка, 25 м, командное первенство          |
| Бронза  | Фредерик Херд Уильям Льюшнер Карл Осберн Уоррен Спраут                               | Стрельба        | Мужчины, малокалиберная винтовка, 50 м, командное первенство          |
| Бронза  | Кеннет Хасзэг                                                                        | Плавание        | Мужчины, 100 м вольным стилем                                         |